# Friedrich Goltz
Friedrich Leopold Goltz (ur. 14 sierpnia 1834 w Poznaniu, zm. 5 maja 1902 w Strasburgu) – niemiecki fizjolog.

## Życiorys
Urodził się jako syn inspektora policji. Uczęszczał do Johannisschule w Gdańsku. Po śmierci ojca w 1846 przeniósł się do Torunia, gdzie zamieszkał ze swoim wujem, Bogumilem Goltzem i kontynuował naukę w tamtejszym gimnazjum. Studiował medycynę w Królewcu, pod wpływem Helmholtza poświęcił się fizjologii. Najpierw został prosektorem w Królewcu, potem asystentem w tamtejszej klinice chirurgicznej, od 1870 profesor fizjologii w Halle, od 1872 profesor fizjologii w Strasburgu.
W wieku 34 lat ożenił się. Podobno wobec większości współpracowników był raczej obcesowy i arogancki, jedynie wśród nielicznych znajomych ujawniał pozytywne cechy charakteru.

## Dorobek naukowy
Pamiętany jest za doświadczenia neurofizjologiczne; m.in. jako pierwszy dokonał w 1881 roku obustronnej hemisferektomii u psa. W debacie nad teorią lokalizacyjną zajął stanowisko antylokalizacyjne: jego głównym oponentem był David Ferrier. W 1870 roku przedstawił hipotezę hydrostatyczną, tłumaczącą rolę i działanie kanałów półkolistych jako narządu zmysłu równowagi. Od 1874 roku członek Niemieckiej Akademii Przyrodników Leopoldina.

## Wybrane prace
- Ueber die Bedeutung der sogenannten automatischen Bewegungen des ausgeschnittenen Froschherzens[3]. (1861)
- Vagus und Herz[4]. (1863)
- Ueber den Einfluss des Centralnervensystems auf die Blutbewegung[5] (1863)
- Ueber den Tonus der Gefässe und seine Bedeutung für die Blutbewegung[6]. (1864)
- Beiträge zur Lehre von den Functionen der Nervencentren des Frosches. Berlin 1869
- Gesammelte Abhandlungen über die Verrichtungen des Grosshirns. Bonn 1881
- Beziehungen des Ohrlabyrinths zur Erhaltung des Gleichgewichts